# NGC 7568
NGC 7568 este o galaxie situată în constelația Pegas. A fost descoperită în 2 octombrie 1866 de către Heinrich Louis d'Arrest. Se află la o distanță de 124,17 de megaparseci de Pământ.